# Charlotte Checkers (2010–)
Charlotte Checkers är ett amerikanskt ishockeylag som är baserat i Charlotte i North Carolina och spelar från och med 2010 i AHL.
De agerar farmarlag åt NHL-laget Florida Panthers och samarbetar även med Florida Everblades i ECHL.
Säsongen 2018-2019 vann laget Calder Cup. Säsongen 2024–2025 gick laget på nytt till final, men väl där åkte man på stryk mot Abbotsford Canucks med 2–4 i matcher.